# Gorges de la Jogne
Les gorges de la Jogne sont des gorges situées sur les communes de Broc et de Châtel-sur-Montsalvens, le long de la Jogne, dans le canton de Fribourg, en Suisse.

## Géographie

### Situation
Les gorges, hautes d'environ 110 mètres et longues d'environ 1 300 mètres, se situent au centre du canton de Fribourg, à une altitude variant de 875 à 731 mètres, sur une superficie de 0,345 km2.

## Activités

### Randonnée
Un sentier accessible uniquement à pied longe les gorges,,.